# سپیتا
سپیتا (انگلیسی: Cepitá) یک منطقهٔ مسکونی در کلمبیا است.